# Eyo! (single)
Eyo! is de tweede single van het album Eyo! van de meidengroep K3. De single kwam uit op 31 oktober 2011.

## Tracklist
1. Eyo! (3:25)
2. Eyo! (instrumentaal) (3:25)

## Hitnoteringen

### NederlandseSingle Top 100
| Hitnotering: 05-11-2011 t/m 03-12-2011 | Hitnotering: 05-11-2011 t/m 03-12-2011 | Hitnotering: 05-11-2011 t/m 03-12-2011 | Hitnotering: 05-11-2011 t/m 03-12-2011 | Hitnotering: 05-11-2011 t/m 03-12-2011 | Hitnotering: 05-11-2011 t/m 03-12-2011 | Hitnotering: 05-11-2011 t/m 03-12-2011 |
| Week:                                  | 1                                      | 2                                      | 3                                      | 4                                      | 5                                      |                                        |
| -------------------------------------- | -------------------------------------- | -------------------------------------- | -------------------------------------- | -------------------------------------- | -------------------------------------- | -------------------------------------- |
| Positie:                               | 25                                     | 34                                     | 64                                     | 67                                     | 85                                     | uit                                    |

### VlaamseUltratop 50
| Hitnotering: 20-08-2011 t/m 17-12-2011 | Hitnotering: 20-08-2011 t/m 17-12-2011 | Hitnotering: 20-08-2011 t/m 17-12-2011 | Hitnotering: 20-08-2011 t/m 17-12-2011 | Hitnotering: 20-08-2011 t/m 17-12-2011 | Hitnotering: 20-08-2011 t/m 17-12-2011 | Hitnotering: 20-08-2011 t/m 17-12-2011 | Hitnotering: 20-08-2011 t/m 17-12-2011 | Hitnotering: 20-08-2011 t/m 17-12-2011 |
| Week:                                  | 1                                      | 2                                      | 3                                      | 4                                      | 5                                      | 6                                      | 7                                      |                                        |
| -------------------------------------- | -------------------------------------- | -------------------------------------- | -------------------------------------- | -------------------------------------- | -------------------------------------- | -------------------------------------- | -------------------------------------- | -------------------------------------- |
| Positie:                               | 24                                     | 11                                     | 21                                     | 21                                     | 23                                     | 30                                     | 43                                     | uit                                    |